# British North America Acts
British North America Acts är ett antal lagar relaterade till det brittiska styret i Kanada som det brittiska parlamentet beslutade om mellan 1867 och 1975. Genom den första och mest betydelsefulla, British North America Act 1867, i dagens Kanada kallad Constitution Act, 1867, skapades det internt självstyrande Kanada som en brittisk dominion. Tillsammans med de andra brittiska dominierna erhöll Kanada fullt legislativt oberoende genom Statute of Westminster 1931 men innan Constitution Act, 1982 (och den brittiska motsvarigheten Canada Act 1982) kunde bara det brittiska parlamentet ändra den kanadensiska författningen.